# Lydia Peeters
Pour les articles homonymes, voir Peeters.
Lydia Peeters, née le 17 janvier 1969 à Maaseik, est une femme politique belge flamande, membre de l'Open VLD.
Elle est ministre au sein du gouvernement flamand de 2019 à 2024.

## Carrière
Lydia Peeters commence sa carrière localement. Elle est bourgmestre de Dilsen-Stokkem depuis 2001.
Élue au Parlement flamand, lors des élections régionales du 7 juin 2009, elle est réélue en 2014, puis en 2019 avec 23 728 voix de préférences.
Le 9 janvier 2019, elle remplace Bart Tommelein, devenu bourgmestre d'Ostende, comme ministre du Budget, des Finances et de l'Énergie au sein du Gouvernement Bourgeois, poste qu'elle conservera au sein du Gouvernement Homans. Elle devient vice-ministre-présidente, le 18 juillet 2019 à la suite de la nomination de Sven Gatz au sein du gouvernement bruxellois. Elle reprend également la plupart de ses compétences : la culture, les médias et la jeunesse.
Après les élections régionales de 2019 et la formation du gouvernement flamand, elle fait partie du nouveau gouvernement Jambon avec la mobilité et les travaux publics comme compétences
En juin 2020, elle crée la polémique car elle fait un trajet Bruxelles-Anvers en avion, en soutien au redémarrage des aéroports régionaux après la crise du coronavirus.
En avril 2024, elle suscite de vives critiques à cause de sa gestion des travaux du carrefour Leonard, qui étaient nécessaires depuis longtemps et prévus depuis plusieurs mois. Le déroulement du chantier a été émaillé par des problèmes dans la planification des phases du chantier, la communication vers les usagers, la mise en place des déviations, et les relations tendues avec les communes jouxtant le carrefour Leonard dans la périphérie sud-est de Bruxelles.